# Noaptea Valpurgiei

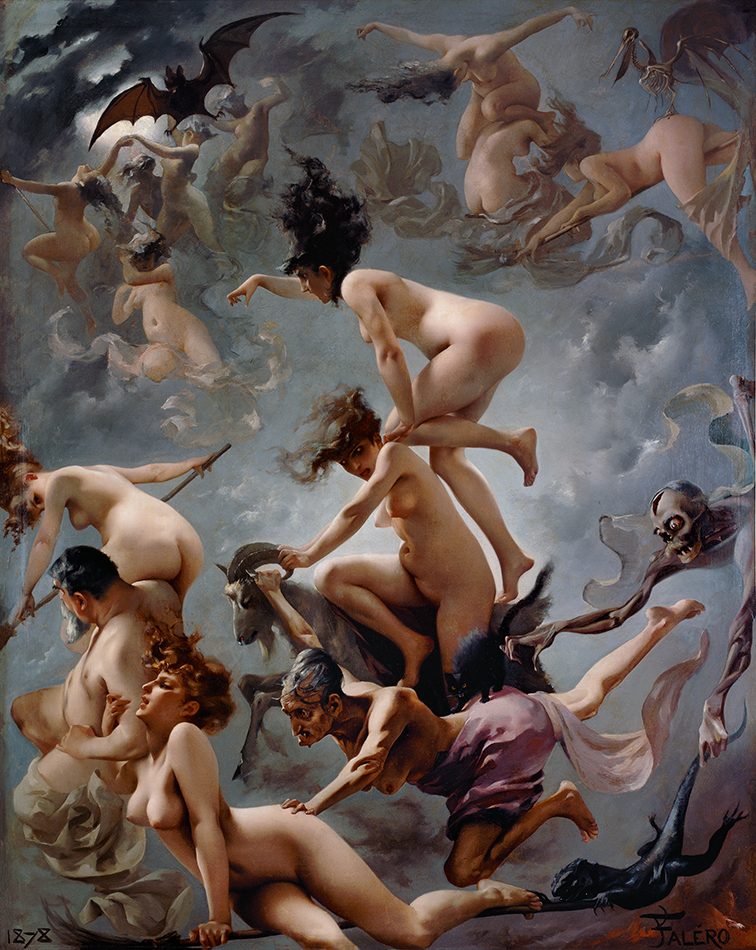
„Noaptea Valpurgiei“ de Luis Ricardo Falero (1878)

Noaptea Valpurgiei (în germană Walpurgisnacht) este o sărbătoare de origine germană care are loc în noaptea de 30 aprilie/1 mai a fiecărui an. Denumirea vine de la sfânta Walpurga, a cărei zi este pe 1 mai. Sărbătoarea este practicată de către unii creștini din Germania, Olanda, Cehia, Suedia, Estonia, Letonia și Finlanda, dar și de către unii sataniști din S.U.A.

## Credința
După credința populară din Germania, în această noapte vrăjitoarele și demonii se dezlănțuie pentru câteva ore, vestind sosirea primăverii. Tot în Germania se spune că pe 1 mai își fac apariția spiritele pământului și zânele, pentru a trece pământul în siguranță la sezonul de vară. Oamenii sărbătoresc prin petreceri mari, însoțite de mâncare și își pun mături între picioare și se urcă pe dealuri privind înainte la anotimpul ce urmează. Tot atunci se obișnuiește ca oamenii să își viziteze rudele decedate la cimitir. 
Aceasta sărbătoare este legată de multe legende și tradiții. Într-o astfel de noapte se spune că Faust a fost martor la neagra ceremonie celebrată de vrăjitoare și diavoli. De asemenea tot în această noapte, în anul 1966, Anton LaVey a înființat Biserica Satanică. 